# Cristianesimo positivo

Bandiera dei Cristiani tedeschi, il movimento associato al Cristianesimo positivo

Il cristianesimo positivo (in tedesco: Positives Christentum) è una dottrina della propaganda nella Germania nazista che consiste in una forma di cristianesimo da cui sono rimossi alcuni dogmi, in particolare dalla Chiesa cattolica, ritenuta erede del giudaismo. La dottrina non è ben definita; tuttavia, fra i punti fondanti si possono elencare:
- l'appartenenza di Gesù alla razza ariana;
- l'eliminazione dell'Antico Testamento;
- il rifiuto di atteggiamenti passivi e di debolezza;
- la formazione di una chiesa nazionale tedesca.

Hitler descrive in questi termini il suo approccio al cristianesimo e la sua ostilità alle Chiese tradizionali, in particolare quella cattolica:
Il cristianesimo positivo fu affermato tale nel punto 24 del Programma del Partito Nazionalsocialista Tedesco dei Lavoratori. I nazisti lo consideravano come l'autentico cristianesimo, il cristianesimo originale, poi distorto dalle varie Chiese, e si concepivano come suoi restauratori.
Il punto 24, circa il cristianesimo positivo, afferma: "Conferiamo libertà a tutte le denominazioni religiose presenti nello Stato fintantoché non mettano in pericolo l'esistenza dello stesso o si oppongano ai sensi morali della razza germanica. Il partito sostiene il punto di vista del cristianesimo positivo, senza legarsi confessionalmente ad alcuna denominazione." Ciononostante, ad un certo punto, su ordine di Adolf Hitler, il governo iniziò una repressione di tutte le religioni non-cristiane (parecchi rappresentanti di queste furono internati nei campi di concentramento con il triangolo viola).
Istituzionalizzato inizialmente nei due movimenti rappresentati dalla Reichskirche (Chiesa del Reich) e dai Cristiani tedeschi (dei quali alcuni due motti erano Una Nazione-Un Popolo-Una Chiesa e la Germania è la nostra missione, Cristo la nostra forza), entrambi formatisi nell'ambiente luterano, l'obiettivo del cristianesimo positivo era l'unificazione di tutti i cristiani della Germania, sia cattolici che protestanti.
I cristiani positivi idealizzavano Gesù come rappresentante perfetto della razza ariana e lo identificavano come superuomo; enfatizzavano gli aspetti "attivi" della sua vita, ossia il Gesù predicatore, organizzatore e, in particolare, oppositore dell'ebraismo istituzionalizzato della sua epoca. Il cristianesimo positivo prevedeva inoltre l'utilizzo del solo Nuovo Testamento (epurandolo però dai tratti considerati "travisati" o "superstiziosi"), eliminando l'Antico Testamento.
Il movimento riprendeva anche il messianesimo tipico delle religioni abramitiche. I cristiani positivi veneravano Adolf Hitler non solo in quanto restauratore del vero cristianesimo, ma spesso equiparandolo allo stesso Gesù, considerandolo una sorta di successore di quest'ultimo. Hitler non nutriva fede in questa religione, ma organizzò spedizioni per la ricerca del Graal, della Lancia del Destino e altre reliquie mitologiche della tradizione cristiana.
Il Führer non mancava di specificare spesso il ruolo distruttivo della religione cristiana nella formazione dell'ideologia nazionalsocialista. Il ministro per gli affari ecclesiastici, Hanns Kerrl, in un discorso tenuto nel 1937 rimarcò la differenza tra il credo nazista e quello delle Chiese cristiane: «Il partito si poggia sulla base del cristianesimo positivo e il cristianesimo positivo è il nazionalsocialismo… Nazionalsocialismo è fare la volontà di Dio… La volontà di Dio si rivela nel sangue tedesco.. Il dr. Zoellner e il conte Galen hanno cercato di rendermi chiaro che il cristianesimo consiste nella fede in Gesù Cristo come figlio di Dio. Questo mi fa ridere… No, il cristianesimo non dipende dal credo degli Apostoli… Il vero cristianesimo è rappresentato dal partito e il popolo tedesco è ora chiamato dal partito e specialmente dal Führer ad un vero cristianesimo…. Il Führer è portatore di una nuova rivelazione»
Con la caduta del regime nel 1945, anche il cristianesimo positivo scomparve come movimento. Continua ad essere sostenuto oggi da alcuni gruppi settari, come la Chiesa cristiana di Gesù Cristo della Christian Identity, un movimento cristiano neonazista statunitense.

## Cinematografia dell'Olocausto
- *La croce e la svastica (2022), regia di Giorgio Treves. Autori: Luca Scivoletto e Giorgio Treves, durata 104 min. - Italia, Francia [7].